# Паркер, Мэдисон
Мэдисон Паркер (англ. Madison Parker), настоящее имя Жанетт Фрёшль (венг. Fröschl Zsanett, род. 21 июня 1989 года, Будапешт) — венгерская порноактриса.

## Биография
Родилась в Будапеште, Венгрия, 21 июня 1989 года. Начала сниматься в фильмах для взрослых в 2007 году, в возрасте 18 лет. Первый фильм — голландского производства, Spicy Teens 5. Снялась примерно в 200 фильмах.
Известна своими выступлениями в сценах анального секса и двойного проникновения.
Вышла замуж в 2010 году, имеет двоих детей.

## Награды и номинации
| Год  | Церемония  | Категория                               | Работа                                                                                               | Результаты |
| ---- | ---------- | --------------------------------------- | --- | ---------- |
| 2009 | Hot D'Or   | Лучшая европейская молодая актриса      | | Номинация  |
| 2010 | AVN Awards | Лучшая иностранная исполнительница года | | Номинация  |
| 2010 | AVN Awards | Лучшая групповая сексуальная сцена      | Anal Evil 10 (вместе с Бобби Старр, Энди Андерсоном, Адриенн Николь, Тони Рибасом и Майклом Стефано) | Номинация  |
| 2010 | XBIZ Award | Новая звезда года                       | | Номинация  |
| 2010 | F.A.M.E    | Лучшая новая звезда                     | | Победа     |
| 2011 | AVN Awards | Лучшая сцена анального секса            | Do not Make Me Call 3 (вместе с Эриком Эверхардом)                                                   | Победа     |

## Избранная фильмография
- Story of Jade (2010)
- Madame de Bonplaisir (2010)
- Story of Laly (2009)
- Dorcel Airlines: First Class (2009)
- Dorcel Airlines: Flight to Ibiza (2009)
- Aletta: Pornochic 18 (2009)
- Mia, jeune infirmière (2009)
- Angel Perverse 10 (2009)
- Rocco’s Intimacy 2 (2008)